# Cavizzana
Cavizzana é uma comuna italiana da região do Trentino-Alto Ádige, província de Trento, com cerca de 226 habitantes. Estende-se por uma área de 3 km², tendo uma densidade populacional de 75 hab/km². Faz divisa com Caldes e Cles.